# Saint-Raphaël, Dordogne
Saint-Raphaël är en kommun i departementet Dordogne i regionen Nouvelle-Aquitaine i sydvästra Frankrike. Kommunen ligger i kantonen Excideuil som tillhör arrondissementet Périgueux. År 2022 hade Saint-Raphaël 94 invånare.

## Befolkningsutveckling
Antalet invånare i kommunen Saint-Raphaël
Referens:INSEE